# Balchaschsee
Der Balchaschsee (kasachisch Балқаш көлі / Balqasch köli; zu Deutsch „Sumpf-See“; russisch Балхаш / Balchasch) ist ein abflussloser See, der in der wüstenhaften Steppe des östlichen Kasachstans (Asien) liegt.

## Geographie
Der bis zu 18.428 km² große See liegt in einem Becken zwischen der Kasachischen Schwelle und dem Siebenstromland. Er hat eine längliche Sichelform. Sein Einzugsgebiet beträgt ungefähr 413.000 km². Das stark zergliederte Südufer ist durch zahlreiche Inseln und Halbinseln geprägt. Die Größe des Balchaschsees schwankt abhängig vom Wasserstand. Er ist bis zu 620 km lang und bis zu 26 m tief; seine Wasseroberfläche liegt auf maximal 342 m. Die durchschnittliche Wassertiefe beträgt 5,8 m. Der See ist durch eine Einengung, die 4,5 km breite Uzun-Aral-Straße, etwa in der Mitte zweigeteilt. Sein Ostteil ist stark salzhaltig (> 7 %), der Westteil enthält Süßwasser beziehungsweise nur leicht salzhaltiges Wasser (0,5–1,5 %) – abhängig von den Schwankungen des Wasserstandes. Der niedrige Salzgehalt des Westteils wird durch seine großen Zuflüsse verursacht und durch den geringen Wasseraustausch zwischen West- und Ostteil begünstigt.
Die größte Stadt an der Küste ist Balqasch. Hauptzuflüsse sind der Ili und der Qaratal.
Am Ost- und Westufer des Sees verlaufen die wichtigen Bahnstrecken Almaty–Qaraghandy sowie Almaty–Barnaul.

## Ökologische Situation
Wie der Aralsee, einst der viertgrößte See der Welt, ist auch der Balchaschsee von der Austrocknung bedroht. Dies liegt zum einen daran, dass die Sowjetunion in den 1960er Jahren viel Wasser von den Zuläufen abzweigte, um Baumwollplantagen zu bewässern. 1970 wurde am Ili die Qapschaghai-Talsperre (Stauseefläche >1800 km²) fertiggestellt, was den Seespiegel um weitere 2 m absinken ließ. Hinzu kommt die starke Verstädterung des chinesischen Autonomen Gebiets Xinjiang und der entsprechend steigende Wasserbedarf, welcher wiederum über den dort entspringenden Ili gedeckt wird. Angesichts der traditionell schlechten Beziehungen zwischen Kasachstan und China besteht wenig Hoffnung auf eine gütliche Einigung.

## Hypothese zur Pest
Die Gegend um den Balchaschsee galt lange Zeit als Ursprungsort der Pestepidemien des Mittelalters (vgl. Geschichte der Pest). Grabsteine aus den Jahren 1338/1339 unweit des Balchaschsee in dieser Gegend beschreiben die Symptome der Pest. Es wurde in christlichen Katakomben in dieser Zeit eine auffallend hohe Sterblichkeit festgestellt. Bei Vergleichen des Genoms auf dem Londoner Pestfriedhof stellte sich jedoch heraus, dass auch die Pestepidemie im sechsten Jahrhundert auf denselben Erreger zurückzuführen ist, vgl. Genomentschlüsselung.